# Krabbenmanguste

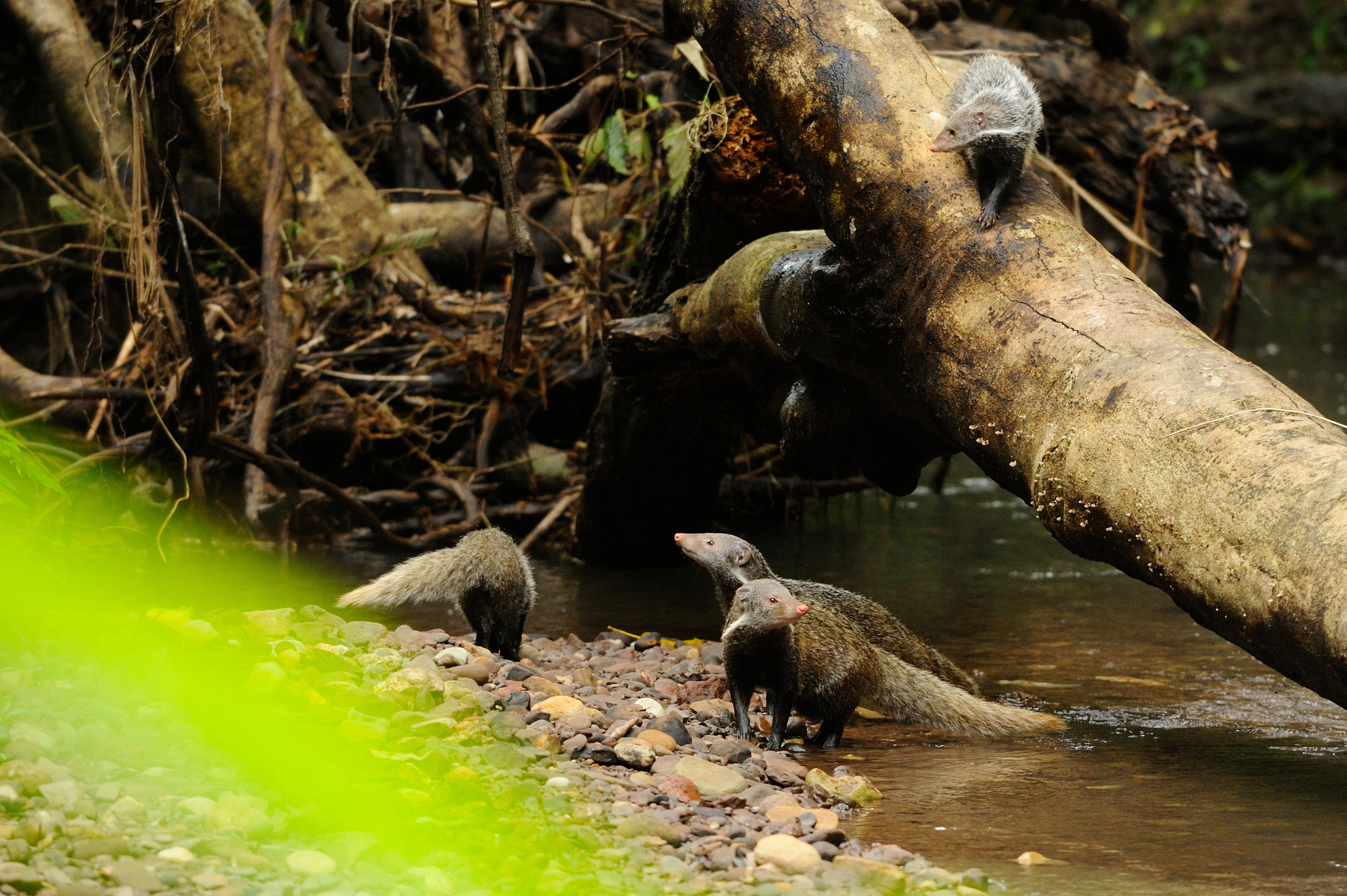
Krabbenmangusten

Die Krabbenmanguste (Urva urva) ist eine Raubtierart aus der Familie der Mangusten (Herpestidae). Sie kommt in Südostasien vor und ist durch einen hellen Halsstreifen gekennzeichnet.

## Merkmale
Die Krabbenmanguste ist eine relativ große Manguste. Sie erreicht eine Kopfrumpflänge von etwa 44–56 cm, der Schwanz misst 26,5–34 cm. Das Gewicht beträgt etwa 3–4 kg. Die Grundfärbung ist grau bis schwarzbraun, wobei die einzelnen Haare hell und dunkel geringelt sind. Das Deckhaar ist recht lang (am Rücken etwa 4–5 cm). Charakteristisch sind ein weißlicher, etwa 8–9 cm langer Halsstreifen, ein weißes Kinn, eine gräuliche Kehle und eine dunkle Brustpartie. Die Beine sind ebenfalls dunkel gefärbt, der Bauch dagegen relativ hell. Die Kopfoberseite ist weiß gesprenkelt, die Schnauze blassgelb. Auf beiden Seiten des Afters befinden sich zwei kirschgroße Analdrüsen. Das Gebiss besteht aus 40 Zähnen.
Zahnformel:
{\displaystyle {I3\cdot C1\cdot P4\cdot M2 \over I3\cdot C1\cdot P4\cdot M2}}

## Unterarten
Man unterscheidet vier Unterarten der Krabbenmanguste:
- U. u. urva (Hodgson, 1836) – Nepal bis Indochina und auf die Malaiische Halbinsel
- U. u. annamensis (Bechtold, 1936) – Vietnam
- U. u. formosanus (Bechtold, 1936) – Taiwan
- U. u. sinensis (Bechtold, 1936) – Südchina und Hainan

## Verbreitung und Lebensraum

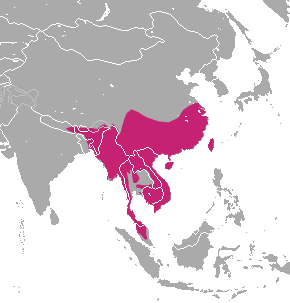
Verbreitungsgebiet der Krabbenmanguste

Die Krabbenmanguste bewohnt immergrüne und laubabwerfende Wälder, Buschgebiete, Feuchtgebiete und Plantagen. Dabei findet man sie häufig in der Nähe von Gewässern, wie etwa Tümpeln und Flussläufen. Das Verbreitungsgebiet erstreckt sich über große Teile Südostasiens und reicht von Nepal und Südchina bis auf die Malaiische Halbinsel. Außerdem kommt sie auf den Inseln Taiwan und Hainan vor. In einigen Gebieten, etwa auf Taiwan und in Laos, wird die Krabbenmanguste als Fleischquelle bejagt. Außerdem wird sie wegen ihres Felles verfolgt. Dennoch ist die Krabbenmanguste relativ häufig und wird von der IUCN als nicht gefährdet („Least Concern“) eingestuft.

## Lebensweise
Die Krabbenmanguste ist ein typischer Allesfresser und ernährt sich sehr vielseitig. Der größte Teil der Nahrung besteht beispielsweise in Nordthailand aus Krebstieren (28 %) und Insekten (29 %). Außerdem machen Amphibien, Reptilien, Weichtiere und Würmer einen großen Teil der Nahrung aus. Im Gegensatz dazu scheinen etwa in Südchina auch Nagetiere wichtige Beutetiere zu sein. Weniger wichtig sind offenbar Vögel, Fische und Früchte. Insgesamt ist relativ wenig über die Lebensweise bekannt. Krabbenmangusten sind angeblich gute Schwimmer und Taucher, was ihnen bei der Jagd auf Krebse und anderen Wassertieren zugutekommen würde. Meist bewegen sie sich jedoch auf festem Grund am Boden. Die Tiere leben in der Regel einzelgängerisch, doch werden bisweilen auch Kleingruppen aus bis zu vier Tieren gesichtet. Dabei scheinen diese Mangusten sowohl tag- als auch nachtaktiv zu sein. Während der Ruhephasen suchen sie offenbar Verstecke, wie etwa Erdhöhlen auf. Die Tragzeit beträgt 50–63 Tage. Ein Wurf besteht aus zwei bis vier Jungen.

## Systematik
Die Krabbenmanguste wurde 1836 durch den britischen Naturforscher Brian Houghton Hodgson unter der Bezeichnung Gulo urva erstmals wissenschaftlich beschrieben. 1837 führte Hodgson die Gattung Urva für die Krabbenmanguste ein. Später wurde sie der Gattung Herpestes zugeordnet, die 1811 durch den deutschen Zoologen Johann Karl Wilhelm Illiger eingeführt worden ist. Da sich die Gattung Herpestes als polyphyletisch erwiesen hat, werden neuerdings die asiatischen Herpestes-Arten von einigen Autoren in die Gattung Urva gestellt. Urva bildet eine Klade mit Atilax (Sumpfmanguste) und Xenogale (Langnasenmanguste).